# Phái sinh hình thái (ngôn ngữ học)
Trong ngôn ngữ học, phái sinh hình thái (tiếng Anh: morphological derivation) là quá trình hình thành nên từ mới bởi một từ có sẵn, thường hay bằng cách thêm tiền tố hoặc hậu tố, như un- hoặc -ness. Ví dụ, unhappy và happiness phái sinh bởi từ căn happy.
Quá trình này khác với biến tố, tức là phép biến đổi 'từ' sang phạm trù ngữ pháp khác mà không thay đổi ý nghĩa cốt lõi của nó: determines, determining, và determining là bắt nguồn bởi 'từ căn' determine.

## Mô thức phái sinh
Hình thái học phái sinh thường hay bao hàm phép thêm hậu tố phái sinh hoặc các phụ tố khác vào từ gốc. Phụ tố như vậy thường áp dụng lên từ của một phạm trù từ vựng (từ loại) rồi biến đổi nó thành 'từ' của một phạm trù khác. Ví dụ, một tác dụng của hậu tố phái sinh -ly trong tiếng Anh là biến tính từ thành trạng từ (slow → slowly).
Dưới đây là ví dụ về các mô thức phái sinh và hậu tố của chúng trong tiếng Anh:
- tính từ thành danh từ: -ness (slow → slowness)
- tính từ thành động từ: -en (weak → weaken)
- tính từ thành tính từ: -ish (red → reddish)
- tính từ thành trạng từ: -ly (personal → personally)
- danh từ thành tính từ: -al (recreation → recreational)
- danh từ thành động từ: -fy (glory → glorify)
- động từ thành tính từ: -able (drink → drinkable)
- động từ thành danh từ (trừu tượng[d]): -ance (deliver → deliverance)
- động từ thành danh từ (tác thể[e]): -er (write → writer)

Tuy nhiên, phụ tố phái sinh không nhất thiết phải thay đổi phạm trù từ vựng, nó có thể chỉ thay đổi mỗi ý nghĩa của từ gốc, còn phạm trù thì được giữ nguyên. Tiền tố (write → re-write; lord → over-lord) thì hiếm khi thay đổi phạm trù từ vựng trong tiếng Anh. Tiền tố un- thì áp dụng cho tính từ (healthy → unhealthy) và một số động từ (do → undo) nhưng hiếm khi cho danh từ. Số ít ngoại lệ thì có tiền tố en- và be-. En- (hoặc em- nếu đặt trước âm môi) thường là chỉ tố chuyển tác cho động từ, nhưng cũng có thể áp dụng nó lên tính từ và danh từ để hình thành nên ngoại động từ: circle (động từ) → encircle (động từ) nhưng rich (tính từ) → enrich (động từ), large (tính từ) → enlarge (động từ), rapture (danh từ) → enrapture (động từ), slave (danh từ) → enslave (động từ).
Khi phép phái sinh xảy ra mà không có thay đổi gì lên từ, như trong phép chuyển từ loại của danh từ breakfast sang động từ to breakfast, thì người ta gọi đó là phép chuyển loại, hay phái sinh zero.
Phép phái sinh mà có kết quả là danh từ thì có thể gọi là phép danh từ hóa. Nó có thể bao hàm việc sử dụng phụ tố (như employ → employee), hoặc nó có thể xảy ra thông qua phép chuyển loại (như phép phái sinh của danh từ run bởi động từ to run). Trái lại, phép phái sinh mà có kết quả là động từ thì có thể gọi là phép động từ hóa (như bởi danh từ butter thì ta có động từ to butter).

## Phái sinh và biến tố
Phép phái sinh có thể trái ngược với phép biến tố ở chỗ phép phái sinh có thể sản sinh ra từ mới (từ vị có tính khu biệt) nhưng không bắt buộc phải thay đổi từ gốc, còn phép biến tố thì sản sinh ra các biến thể ngữ pháp của cùng từ.
Nói chung, phép biến tố thì ít nhiều gì cũng áp dụng mô thức có quy tắc cho mọi thành viên của từ loại bất kì (ví dụ, gần như mọi động từ trong tiếng Anh thêm -s vào cuối cho thì hiện tại ngôi thứ ba số ít), còn phép phái sinh thì đi theo mô thức ít nhất quán hơn (ví dụ, hậu tố danh từ hóa -ity có thể dùng với tính từ modern và dense, nhưng không thể dùng với open hoặc strong). Tuy nhiên, điều quan trọng để chú ý là phép phái sinh và phép biến tố đều có thể có chung thành tố đồng âm, đồng âm ở đây là hình vị có cùng âm thanh, nhưng không có cùng ý nghĩa. Ví dụ, khi phụ tố -er được thêm vào tính từ, như trong small-er, thì nó đóng vai trò là phép biến tố, nhưng khi được thêm vào động từ, như trong cook-er, thì nó đóng vai trò là phép phái sinh.
Như đã kể phía trên, phép phái sinh có thể sản sinh ra từ mới (hay 'từ loại' mới) nhưng không bắt buộc phải làm vậy. Ví dụ, phép phái sinh của từ common sang uncommon là hình vị phái sinh nhưng không hề thay đổi từ loại (tính từ).
Chú ý rằng phụ tố phái sinh đều là hình vị ràng buộc – nó đều là đơn vị có nghĩa, nhưng thường chỉ có nghĩa khi gắn vào một từ khác. Về mặt này, phép phái sinh khác với phép ghép ở chỗ theo phép ghép thì hình vị tự do được ghép lại với nhau (lawsuit, Latin professor). Nó cũng khác với phép biến tố ở chỗ phép biến tố không tạo ra từ vị mới mà là tạo ra dạng mới của từ (table → tables; open → opened).
Danh sách chưa triệt để các hình vị phái sinh trong tiếng Anh: -ful, -able, im-, un-, -ing, -er
Danh sách chưa triệt để các hình vị biến tố trong tiếng Anh: -er, -est, -ing, -en, -ed, -s

## Tính sản sinh
Các mô thức phái sinh khác nhau về mức độ sản sinh hay độ năng sản ra từ mới của chúng. Mô thức năng sản tức là mô thức thường được dùng để sản sinh ra dạng từ mới. Ví dụ, tiền tố phủ định un- thì có tính sản sinh cao hơn tiền tố in- tương đương trong tiếng Anh, cả hai tiền tố đều xuất hiện trong các từ ngữ có tính xác lập (như unusual và inaccessible), nhưng khi gặp từ mới mà chưa có phép phủ định có tính xác lập thì người bản ngữ nhiều khả năng sẽ cấu tạo nên từ mới bằng un- hơn là bằng in-. Điều tương tự xảy ra với hậu tố. Ví dụ, khi so sánh hai từ Thatcherite và Thatcherist, phân tích cho thấy rằng cả hai hậu tố -ite và -ist đều có tính sản sinh và đều có thể được thêm vào danh từ riêng, thêm nữa, cả hai tính từ phái sinh đấy đều đã có tính xác lập và có cùng nghĩa với nhau. Nhưng hậu tố -ist có tính sản sinh cao hơn và do đó hay thấy được dùng để cấu tạo từ hơn, không riêng gì cho tên riêng.